# Trận Senlis (1914)
Trận Senlis, tại Oise, là một trận đánh quan trọng giữa cuộc Đại rút lui của liên quân Pháp - Anh và trận sông Marne lần thứ nhất trên Mặt trận phía Tây trong cuộc Chiến tranh thế giới thứ nhất, đã diễn ra vào ngày 2 tháng 9 năm 1914. Quân đội Đức đã đánh chiếm được thị trấn Senlis từ tay Pháp. Trận chiến này, bùng nổ trước ngưỡng cửa của Île-de-France, đã thể hiện những sự tàn phá và tội ác chiến tranh vốn đang thịnh hành trong cuộc Chiến tranh thế giới thứ nhất, mà hiếm người biết đến.

## Hệ quả của trận đánh
Lực lượng Pháp, với bất lợi về mặt quân số và thiết bị, đã thể hiện sự bền bỉ của họ trong trận đánh. Tình hình chiến cuộc cho thấy là quân đội Pháp vẫn triệt thoái trong trật tự, tuy vậy Pháp không thể ngăn chặn được sức tấn công mãnh liệt của quân đội Đức, vốn đang tiến như vũ bão về Paris.